# 新羅濟夫卡 (扎波羅熱州)
47°46′13″N 35°45′45″E / 47.77028°N 35.76250°E
新羅濟夫卡（烏克蘭語：Новорозівка）是位於烏克蘭東南部的村莊，由扎波羅熱州扎波羅熱区的科梅舒瓦哈市镇負責管轄。該村面積1.42平方公里，海拔高度112米，2001年人口256，人口密度每平方公里180人。